# André Lebon (Schiff)
Die André Lebon war ein 1915 in Dienst gestelltes Passagierschiff der französischen Reederei Messageries Maritimes für den Linienverkehr nach Fernost. Da die André Lebon aufgrund des Ersten Weltkriegs zunächst als Hospitalschiff und Truppentransporter diente konnte sie erst 1919 den für sie angedachten Dienst aufnehmen. Nach einer 37 Jahre langen Einsatzzeit wurde das Schiff im Dezember 1952 ausgemustert und zum Abbruch nach La Seyne-sur-Mer verkauft.

## Geschichte
Die André Lebon entstand in der Werft von Chantiers Navals de La Ciotat in La Ciotat und lief am 27. Oktober 1913 vom Stapel. Da noch während der Bauarbeiten der Erste Weltkrieg ausbrach wurde sie nach ihrer Ablieferung im Juli 1915 direkt als Truppentransporter in Dienst gestellt. 1916 folgte ein Umbau zum Hospitalschiff. Ihre Schwesterschiffe waren die Paul Lecat und die Sphinx.
Nachdem die André Lebon den Kriegseinsatz ohne größere Vorkommnisse überstand, nahm sie 1919 den Passagierdienst nach Fernost auf. Kurz darauf sank das Schiff in seichten Gewässern vor Singapur, als es beim Bunkern neuer Kohle krängte und Wasser durch offene Luken drang. Aufgrund der geringen Wassertief entstand kein allzu hoher Schaden und die André Lebon konnte wieder geborgen werden.
Am 1. September 1923 lag das Schiff während des schweren Kantō-Erdbebens im Hafen von Yokohama, blieb aber unbeschädigt und konnte mehr als 1.500 Menschen evakuieren. Nach Ausbruch des Zweiten Weltkriegs wurde die André Lebon erneut als Truppentransporter eingesetzt. Im Mai 1943 wurde sie von deutschen Truppen beschlagnahmt und als schwimmende Kaserne eingesetzt. Während eines US-amerikanischen Luftangriffs auf Toulon am 11. März 1944 sank das getroffene Schiff im Hafen, konnte aber nach Kriegsende wieder geborgen und nach Umbauarbeiten an die Messageries Maritimes zurückgegeben werden.
Am 26. September 1948 lief die André Lebon während einer Überfahrt auf Grund, blieb jedoch unbeschädigt. Am 20. Oktober desselben Jahres lief sie als erstes ausländisches Passagierschiff seit Ende des Zweiten Weltkriegs wieder den Hafen von Yokohama an. Im Dezember 1952 endete die Dienstzeit der André Lebon nach 37 Jahren. Sie wurde zum Abbruch nach La Seyne-sur-Mer verkauft und dort in den folgenden Wochen abgewrackt.